# Oswald Morris
Oswald Norman Morris (Hillingdon, 22 novembre 1915 – Dorset, 17 marzo 2014) è stato un direttore della fotografia britannico.

## Carriera
Intraprese la carriera di direttore della fotografia nel 1950, cessandola nel 1982.

## Riconoscimenti
Candidato tre volte al Premio Oscar, conquistò il riconoscimento nel 1972, con Il violinista sul tetto.
Candidato sei volte al British Academy of Film and Television Arts, conquistò il premio nel 1965 con Frenesia del piacere, nel 1966 con La collina del disonore, e nel 1967 con La spia che venne dal freddo.

## Filmografia

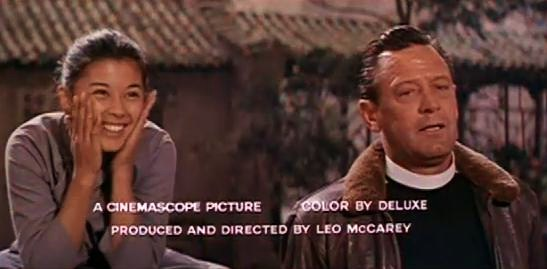
Storia cinese (1962)

### Cinema
- La salamandra d'oro (Golden Salamander), regia di Ronald Neame (1950)
- La cortina del silenzio (Circle of Danger), regia di Jacques Tourneur (1951)
- Asso pigliatutto (The Card), regia di Ronald Neame (1952)
- Moulin Rouge, regia di John Huston (1952)
- Stazione Termini, regia di Vittorio De Sica (1953)
- Il tesoro dell'Africa (Beat the Devil), regia di John Huston (1953)
- Le amanti di Monsieur Ripois (Monsieur Ripois), regia di René Clément (1954)
- Lord Brummell (Beau Brummell), regia di Curtis Bernhardt (1954)
- L'uomo che non è mai esistito (The Man Who Never Was), regia di Ronald Neame (1956)
- Moby Dick, la balena bianca (Moby Dick), regia di John Huston (1956)
- L'anima e la carne (Heaven Knows, Mr. Allison), regia di John Huston (1957)
- Addio alle armi (A Farewell to Arms), regia di John Huston e Charles Vidor (1957)
- La chiave (The Key), regia di Carol Reed (1958)
- Le radici del cielo (The Roots of Heaven), regia di John Huston (1958)
- I giovani arrabbiati (Look Back in Anger), regia di Tony Richardson (1959)
- Il nostro agente all'Avana (Our Man in Havana), regia di Carol Reed (1959)
- Gli sfasati (The Entertainer), regia di Tony Richardson (1960)
- I cannoni di Navarone (The Guns of Navarone), regia di J. Lee Thompson (1961)
- Lolita, regia di Stanley Kubrick (1962)
- L'anno crudele (Term of Trial), regia di Peter Glenville (1962)
- Storia cinese (Satan Never Sleeps), regia di Leo McCarey (1962)
- Appuntamento fra le nuvole (Come Fly with Me), regia di Henry Levin (1963)
- Cerimonia infernale (The Ceremony), regia di Laurence Harvey (1963)
- Schiavo d'amore (Of Human Bondage), regia di Bryan Forbes e Ken Hughes (1964)
- Frenesia del piacere (The Pumpkin Eater), regia di Jack Clayton (1964)
- Il filibustiere della costa d'oro (Mister Moses), regia di Ronald Neame (1965)
- La spia che venne dal freddo (The Spy Who Came In from the Cold), regia di Martin Ritt (1965)
- La collina del disonore (The Hill), regia di Sidney Lumet (1965)
- Accadde un'estate (The Battle of the Villa Fiorita), regia di Delmer Daves (1965)
- Stop the World: I Want to Get Off, regia di Philip Saville (1966)
- La bisbetica domata (The Taming of the Shrew), regia di Franco Zeffirelli (1967)
- Oliver!, regia di Carol Reed (1968)
- Caterina sei grande (Great Catherine), regia di Gordon Flemyng (1968)
- Goodbye Mr. Chips, regia di Herbert Ross (1969)
- La più bella storia di Dickens (Scrooge), regia di Ronald Neame (1970)
- Frammenti di paura (Fragment of Fear), regia di Richard C. Sarafian (1970)
- Il violinista sul tetto (Fiddler on the Roof), regia di Norman Jewison (1971)
- Peccato d'amore (Lady Caroline Lamb), regia di Robert Bolt (1972)
- Gli insospettabili (Sleuth), regia di Joseph L. Mankiewicz (1972)
- Dossier Odessa (The Odessa File), regia di Ronald Neame (1974)
- Agente 007 - L'uomo dalla pistola d'oro (The Man with the Golden Gun), regia di Guy Hamilton (1974)
- L'uomo che volle farsi re (The Man Who Would Be King), regia di John Huston (1975)
- Sherlock Holmes - Soluzione settepercento (The Seven-per-cent Solution), regia di Herbert Ross (1976)
- I'm Magic (The Wiz), regia di Sidney Lumet (1978)
- Dimmi quello che vuoi (Just Tell Me What You Want), regia di Sidney Lumet (1980)
- Giallo in casa Muppet (The Great Muppet Caper), regia di Jim Henson (1981)
- Dark Crystal (The Dark Crystal), regia di Frank Oz e Jim Henson (1982)

### Televisione
- Il demone nero (Dracula), regia di Dan Curtis - film TV (1974)